# Збірна Російської імперії з футболу
Збі́рна Росі́йської імпе́рії з футбо́лу — національна футбольна збірна Російської імперії, яка представляла країну на міжнародній арені з 1910 до 1914 року.

## Міжнародні змагання
Збірна Російської імперії виступала на Олімпійських іграх 1912 у Стокгольмі. На цьому турнірі вона зіграла лише два матчі. Спочатку в 1/4 фіналу вона поступилася з рахунком 1:2 збірній Фінляндії, яка, до речі, входила до Російської імперії та виступала під її прапором. А потім, у втішному фіналі, вона зазнала нищівної поразки 0:16 від збірної Німеччини — і ця поразка стала найбільшою в історії російського футболу на міжнародному рівні.